# 矩尺座
矩尺座是天坛座和豺狼座之间的南天小星座，属法国天文学家尼可拉·路易·拉卡伊18世纪划分的14星座，也属88个现代星座。拉卡伊划分的星座绝大部分以科学仪器命名，矩尺座原名是拉丁语“丁字尺”的意思，指直角，也代表尺子、曲尺、三角尺和水平尺。
矩尺座γ、矩尺座δ、矩尺座ε和矩尺座η四颗明亮恒星在黯淡星空组成方形。矩尺座γ2是星座最亮恒星和仅有的四等星，矩尺座μ光度在人类已知恒星中名列前茅，达太阳25到100万倍。矩尺座四个恒星系有行星。银河系经过矩尺座，星座内有八个可用双筒望远镜观测的疏散星团。矩尺座星系团又名阿贝尔3627，规模位居已知星系团前列。

## 历史
法国天文学家尼可拉·路易·拉卡伊在好望角停留两年，观察并分类上万颗南天恒星，在1751至1752年划分矩尺座并取名，意为“三角板和直尺”他在欧洲无法观测的南天球星空划出14个星座，其中13个用象征啟蒙時代的科学仪器命名。拉卡伊1756年的南天星图把矩尺座、圆规座和南三角座画成绘图工具套装，分别代表三角板和直尺、圆规、测量员使用的水平仪。星图上水平仪的位置悬在三角形顶点上方，导致部分天文学家误以为拉卡伊把“三角板和直尺”更名“水平仪”。1763年，拉卡伊把星座名称缩短并拉丁化成。

## 简介
矩尺座北接天蝎座，西北靠豺狼座，西挨圆规座，南邻南三角座，东面与天坛座接触，覆盖165.3平方度夜空，占0.401%，在88个现代星座排第74。1922年，国际天文联会确定以三字母缩写代指矩尺座。比利时天文学家尤金·德爾波特1930年正式划分星座边界，矩尺座呈十条边组成的多边形（见文首信息框）。星座在赤道坐標系統的赤经位于15h 12m 13.6119s至16h 36m 08.3235s范围，赤纬在−42.27°到−60.44°之间。北緯29度線以南才能看到完整矩尺座。

## 显著特点

### 恒星
1756年，拉卡伊用拜耳命名法为矩尺座十颗恒星分配希腊字母，但弗朗西斯·贝利后来把矩尺座α划入天蝎座而且没命名，后来本杰明·阿普索普·古尔德觉得该星很亮理应获名，这才起名天蝎座N。拉卡伊1763年星表上又不知何故没有标出矩尺座β，贝利同样把该星划入天蝎座，再由古尔德命名天蝎座H。4.0视星等的矩尺座γ2是星座最亮恒星，也是仅有的四等星。矩尺座共有44颗恒星亮座不低于6.5视星等。

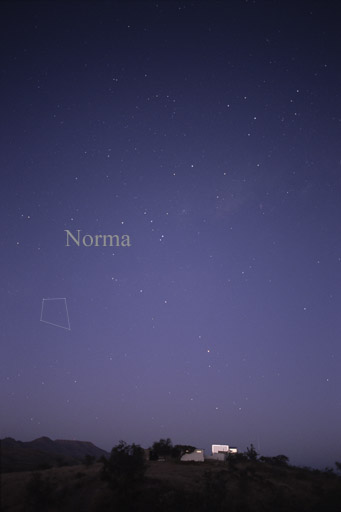
矩尺座可用肉眼识别

矩尺座γ、矩尺座δ、矩尺座ε和矩尺座η四颗明亮恒星在黯淡星空组成方形。矩尺座γ1和矩尺座γ2是光学双星，不属联星系。矩尺座γ2离地129±1光年，是光谱等级G8III的黄巨星，约有2到2.5倍太阳质量，但已膨胀到十倍太阳直径，光度45倍。除矩尺座γ1外，矩尺座γ2还有十等伴星。矩尺座γ1是距地球约1500光年的黄白超巨星。矩尺座ε是光谱联星，离地530±20光年，由两颗质量几乎相等、光谱等级均为B3V的蓝白主序星组成，两星围绕彼此以3.26天公转周期旋转。距两星22弧秒还有第三颗星，亮度7.5视星等，估计是质量不及两颗主星的B类主序星，光谱等级B9V。4.65视星等的矩尺座η光谱等级G8III，光度约为太阳66倍。
矩尺座ι1包括多颗星体，其中两颗主星分别是5.2和5.76视星等，以26.9年轨道周期围绕彼此旋转，质量分别是太阳2.77和2.71倍，离地128±6光年。第三颗星体光谱等级G8V，是8.02视星等的黄主序星。
矩尺座μ是光谱等级O9.7Iab的黄超巨星，距地球非常遥远，光度在人类已知恒星中名列前芭，但因距离太远和宇宙塵埃遮挡难以测量，估计光度达太阳25到100万倍，质量最高60倍，并以约50万倍光度和40倍质量几率最大。该星有可能是天鵝座α型變星，亮度在4.87到4.98视星等范围变化。矩尺座QU是炽热的蓝白变星，亮度以4.8天为周期在5.27至5.41视星等闪耀。矩尺座R在矩尺座η附近，是亮度以507.5天为周期在6.5至13.9视星等闪烁的刍藁变星。矩尺座η和圆规座γ之间中途位置的矩尺座T也是刍藁变星，亮度以244天为周期在6.2到13.6视星等范围变动。矩尺座S是知名造父变星，亮度以9.75411天为周期在6.12至6.77视星等变动。该星位于NGC 6087疏散星团中央，是光谱等级F8-G0Ib的黄白超巨星，拥有6.3倍太阳质量。矩尺座S还是联星，伴星是光谱等级B9.5V的蓝白主序星，质量为太阳2.4倍。阿佩普离地约八千光年，是两颗沃爾夫–拉葉星组成的联星系，有可能是长伽玛射线暴的源头，如果确是如此，这就是人类在银河系发现的第一个长伽玛射线暴源头。
人类在银河系发现十颗再发新星，其中矩尺座IM曾于1920和2002年爆发，亮度从最低的18.3视星等增至8.5。1920年爆发后人类对该星观测不足，星体有可能在2002年前再度爆发。矩尺座有两颗黯淡的十等北冕座R型變星，分别是矩尺座RT和矩尺座RZ，估计是两颗白矮星合并而成的罕见衰退星体，亮度因星体喷发大量碳尘而按周期衰减数级。黯淡的16等星矩尺座QV离地1.5至2万光年，属高质量X射线联星，由中子星围绕约20倍太阳质量的蓝色超巨星组成。高质量恒星的星风由中子星磁极吸引，形成吸积柱并产生X射线。矩尺座QX距地球1.9万光年，是活跃的小质量X射线联星，由中子星和尺寸与温度都小于太阳的伴星组成。该中子星质量为太阳1.74±0.14倍，半径仅9.3±1.0公里。RCW 103超新星遗迹中央的中子星1E161348-5055离地一万光年，约有两千年历史，是6.67小时周期的X射线源，该星自转速度异常缓慢，同已有数百万年历史的星体类似。SGR J1550-5418是軟γ射線重複爆發源，即发射伽马射线耀斑的磁星，距地球约三万光年，自转周期仅2.07秒，是人类所知自转最快的磁星。XTE J1550-564也是X射线联星，由质量约十倍太阳的黑洞和橙色冷却捐赠星组成，其中的黑洞是微類星體，喷出的物质气流很可能形成吸积盘。
矩尺座四个恒星系有行星。HD 330075是离地约164光年的類太陽恆星，周围旋转的熱木星公转周期仅3.4天。这是人类利用高精度徑向速度行星搜索器光谱仪发现的第一颗行星，消息在2004年公布。距地球168±7光年的HD 148156尺寸和温度都略超太阳，有尺寸类似木星的行星，公转周期2.8年。HD 143361是类太阳恒星与黯淡红矮星组成的联星系，两星相隔30.9天文单位，另有约三倍木星质量的行星以1057±20天轨道周期围绕类太阳恒星旋转。HD 142415离地约113光年，拥有尺寸接近木星的行星，公转周期约386天。

### 深空天体

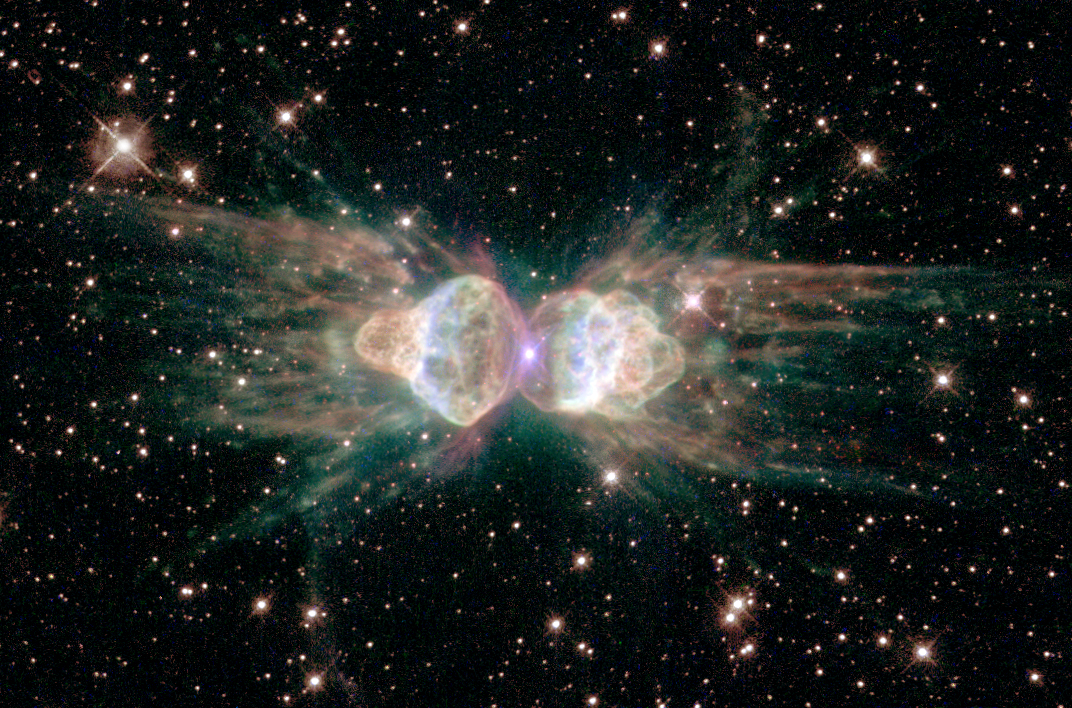
哈勃太空望远镜拍下的螞蟻星雲照片

位于银河范围的矩尺座富含星团等深空天體，其中包括八个能用双筒望远镜观测的疏散星团。5.4视星等的NGC 6087比矩尺座其他疏散星团都亮，位于星座东南角，在南門二和天壇座ζ之间。星团约有一亿年历史，离地约3300光年，直径约14光年，内部又以造父变星矩尺座S最亮，但附近恒星众多所以不明显，用放大150倍的十厘米望远镜能看到约36颗星体。矩尺座κ以北0.4°的NGC 6067面亮度5.6，同样因附近恒星众多而不明显。估计该星团约有1.02亿年历史，质量为太阳891倍，其中已发现矩尺座QZ和矩尺座V340两颗造父变星。距地球四千光年的NGC 6134合并亮度7.2视星等，不及上述疏散星团，此外还有NGC 6031、NGC 5999、6.7视星等的NGC 6167，矩尺座γ附近的NGC 6115。

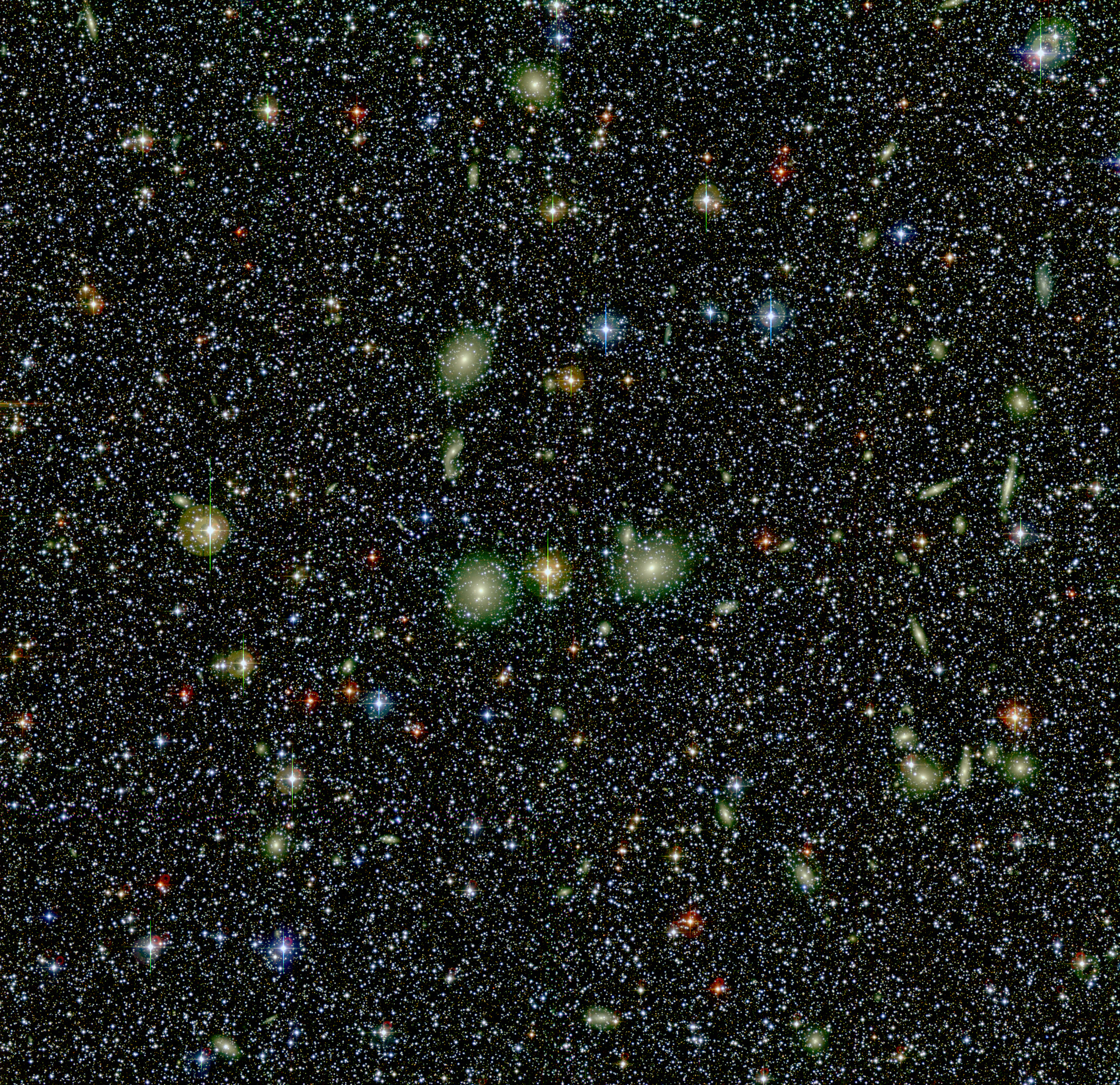
矩尺座星系团（黄色）及周边0.5°×0.5°范围的众多星系

矩尺座γ1西北偏西约五度夜空的行星状星云沙普利1离地约4900光年，因呈戒指状又名“细指环星云”，估计是直接对准地球的圆柱形，约有8700年历史。星云合并亮度13.6视星等，平均面亮度13.9视星等，中央是14.03视星等的白矮星。Mz 1是双极行星状行云，估计是沙漏状，与地球观测角度有一定倾斜，距地球约3500光年。螞蟻星雲形似蚂蚁且外形复杂，至少可见四道外喷气流和两大裂片。
离地约两亿光年的矩尺座星系团又名阿贝尔3627，紅移0.016，规模位居已知星系团前列。科学家推测该星系团可能是巨引源，将本星系群、室女超星系团和長蛇-半人馬座超星系團以每秒六百到一千公里的速度吸引过去。

## 流星雨
矩尺座γ流星雨通常在3月7至23日活跃，3月15日达到顶峰，輻射點在矩尺座γ2附近。